# KC-10 (航空機)
KC-10 エクステンダー
KC-10　
- 用途：空中給油、輸送
- 分類：空中給油／輸送機
- 製造者：マクドネル・ダグラス社
- 運用者： アメリカ合衆国（アメリカ空軍）
- 初飛行：1980年7月12日
- 生産数：60機
- 生産開始：1979年～1987年
- 運用開始：1981年
- 退役：2024年9月26日
- 運用状況：退役
- ユニットコスト：8,840万USドル
- 原型機：マクドネル・ダグラス DC-10

KC-10はアメリカ合衆国のマクドネル・ダグラス社が開発した空中給油・輸送機である。愛称は“エクステンダー（Extender.拡張するもの、の意）”。
本項では、オランダ空軍で運用されたほぼ同仕様の機体KDC-10についても記述する。

## 概要
アメリカ空軍は空中給油機KC-135を1950年代から運用してきた。戦略爆撃機部隊を擁していたアメリカ空軍においては、KC-135は有能ではあるものの、その運用結果から、空中給油機は大型である方がより有効であるということが認識されるようになっていた。
また、1973年10月に発生した第四次中東戦争において、アメリカ合衆国はイスラエルに対し大型輸送機を用いて緊急軍事援助を行った（ニッケル・グラス作戦）。この際に、アメリカ空軍の輸送機はヨーロッパ各国から着陸・給油を拒否される事態となった。これにより、輸送機は空中給油によるアメリカ本土からイスラエルまでの長距離飛行を強いられ、搭載量を制限せざるを得ない事態もあった。
これらの事態を踏まえ、1976年より大型の空中給油機の開発を行うATCA計画（Advanced Tanker/Cargo Aircraft：先進空中給油機・輸送機計画）が開始された。C-5、ロッキード L-1011、ボーイング 747、マクドネル・ダグラス DC-10の4機種が比較検討された結果、1977年12月にDC-10が選択され、「KC-10」として開発されることとなった。
空中給油機としての能力に並立して貨物輸送能力が重視されているのは、航空機部隊を遠隔地に派遣する際に空中給油を行いつつ、同時に支援要員・物資も輸送できることで、航空機だけではなく部隊そのものを丸ごと移送させることができる、という利点が求められたためである。

## 開発・運用
開発はDC-10の貨物専用機型であるDC10-30CFを改設計することで進められ、開発作業は順調に進行し初号機は1980年7月12日に初飛行し、KC-10Aの名称が与えられて同年より生産が開始された。生産は1990年まで行われ、計60機が製造された。
1981年より部隊配備が開始され、KC-10を装備する部隊はニュージャージー州のマクガイア空軍基地とカルフォルニア州のトラヴィス空軍基地に重点的に配置されている。なお、KC-10はコスト面や機体の大きさの面からKC-135を全て代替するものではなく、両機種は並行して装備・運用されている。
KC-10の戦歴としては、1986年に行われたアメリカ軍によるリビア爆撃（エルドラド・キャニオン作戦）が最初である。この時、イギリスのレイクンヒース空軍基地を発進したF-111部隊はフランス領空通過を拒否され、進撃に際しジブラルタル海峡経由の迂回コースを取ることとなったため、この部隊に対し空中給油を行っている。また、湾岸戦争においても中東に集結する航空機に対し空中給油支援等を行い、近年のアフガニスタン戦争（不朽の自由作戦）およびイラク戦争においても空中給油支援任務に就いている。
2024年現在、すべてのKC-10が引退している。
2020年7月13日にはマクガイル統合基地配備の第305AMV所属「86-0036」が退役し、KC-10として初の退役となった。総飛行時間は3万3,017時間で、使用可能な部品はスペア部品として再利用される。また、米空軍は2024年度予算要求においてKC-10全機の退役を計画している。
アメリカ空軍トラビス航空基地は2024年9月27日、KC-10Aの最後の機体が廃棄場に向かったと発表した。これによりアメリカ空軍から全てのKC-10Aが退役したことになる。

### 後継機計画
1990年代後半にはKC-X（次期空中給油機選定計画）が開始され、紆余曲折の末、2011年2月に国防総省はKC-767をKC-46Aの名称で採用した。しかしこれはKC-135を更新するものであり、KC-10の更新については続くKC-Y計画で実施する予定だが、KC-10AもKC-46Aに代替される見通しである。

## 構造
設計原型機はDC-10の貨物専用機型であるDC-10-30CFであり、改設計にあたっては、大規模な変更点はなく機体設計の9割が共通している。変更点は機体下部の貨物室の一部が燃料タンクに変更されたことと、胴体尾部下面に空中給油装置が設置されたこと、計器類などの軍用規格への変更などに過ぎない。燃料タンクは原型のDC-10より7箇所増設されており、このために全ての下部貨物室に改造が施されたが、KC-135と違って貨物室全てが燃料タンクというわけではない。これは貨物室全てを燃料タンクにすると、重くて飛べなくなってしまうためである。最大で160t（200キロリットル）の燃料を搭載でき、これはB-52Hならば1.2機、F-22なら14機、F-35であれば51機分の燃料を満載状態にすることが可能な量である。
輸送機としては最初から空中給油/輸送の複合任務を果たせるように設計されており、床面にローラー・パレット用の装備が施されたキャビンに463Lマスターパレットが27枚搭載できる。最大搭載量は77tであり、人員も最大で77名を輸送できる。貨物扉は機体左側のみにあり、貨物の積載／荷降はこの扉からのみ行われる。
なお、KC-10自身もフライングブーム方式に対応した空中給油受油装置を装備しており、必要最低限の燃料のみで離陸した後、他の給油機から給油を受けることにより、最大離陸可能重量を上回る最大積載重量を実現することが可能である。

### 空中給油装置
空軍の所属機のため主空中給油装置はフライングブーム方式であるが、副給油装置としてフライングブーム基部右脇にプローブアンドドローグ方式のFR600 ドローグ給油装置1基が装備されている。そのため、給油相手がプローブアンドドローグ方式の場合でも、KC-135のようにブーム先端にドローグ方式のアタッチメントを装着する必要はない。これにより、KC-10は特別な作業の必要なくアメリカ空軍と海軍、海兵隊の航空機に1機で給油を行える上、アメリカ軍の規格に準じたいずれかの空中給油装置を持つ航空機であれば、ほぼ全ての航空機に対して給油が可能となっている。尚、ドローグ／ブームの両方式を同時に用いることは不可能である。
スペースに余裕がないために腹這いになって作業を行う必要があったKC-135と違い、空中給油オペレーターは給油管制室において通常の座席に座ってすべての作業が行えるようになり、機器もより自動化の進んだものとなったことで作業効率が大幅に向上した。フライングブームはフライ・バイ・ワイヤによって動翼をコントロールする方式で、精密かつ安定した操作が可能になっている。給油管制室にはオペレーター用の他に2席分の予備座席が用意されており、教官および訓練生を搭乗させて実地訓練を行うことが可能となっている。
油送量は標準で毎分4.8キロリットル（フライングブーム方式）、1.78キロリットル（プローブアンドドローグ方式）となっており、フライングブーム方式の場合には最大で毎分5.7キロリットルを供給可能である。ただし、最大油送量での給油は、対応した受油能力を持つ大型機に限られる。
部隊配備後に20機に対して両翼端にMk.32Bドローグポッド（油送能力 毎分1.16キロリットル）を追加装備する改修が行われており、改修を受けた機体はプローブアンドドローグ方式であれば2機同時に空中給油が可能である。

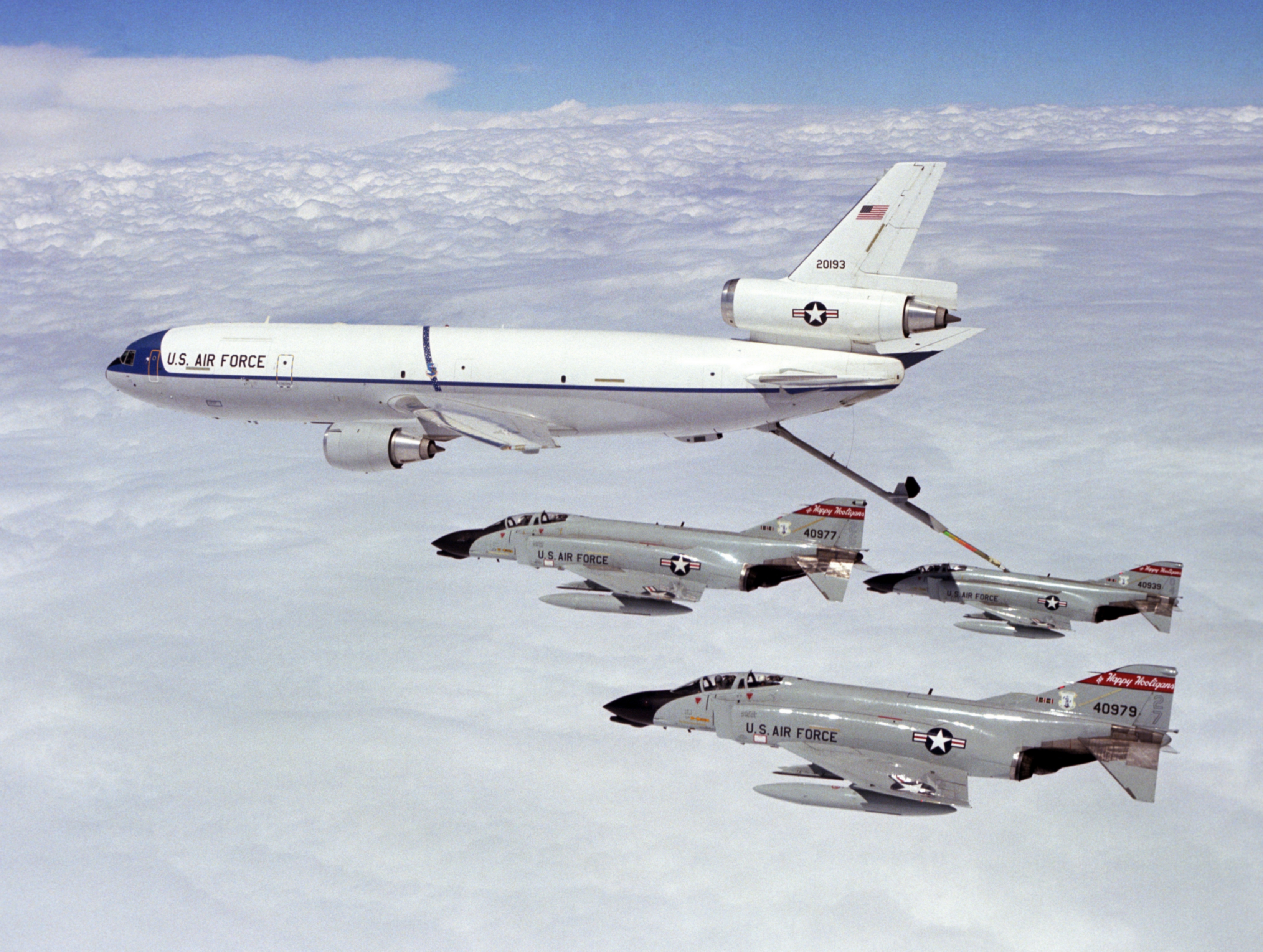
フライングブーム方式によりF-4Dに給油を行っているKC-10A 白地に青のラインの初期塗装状態のもの
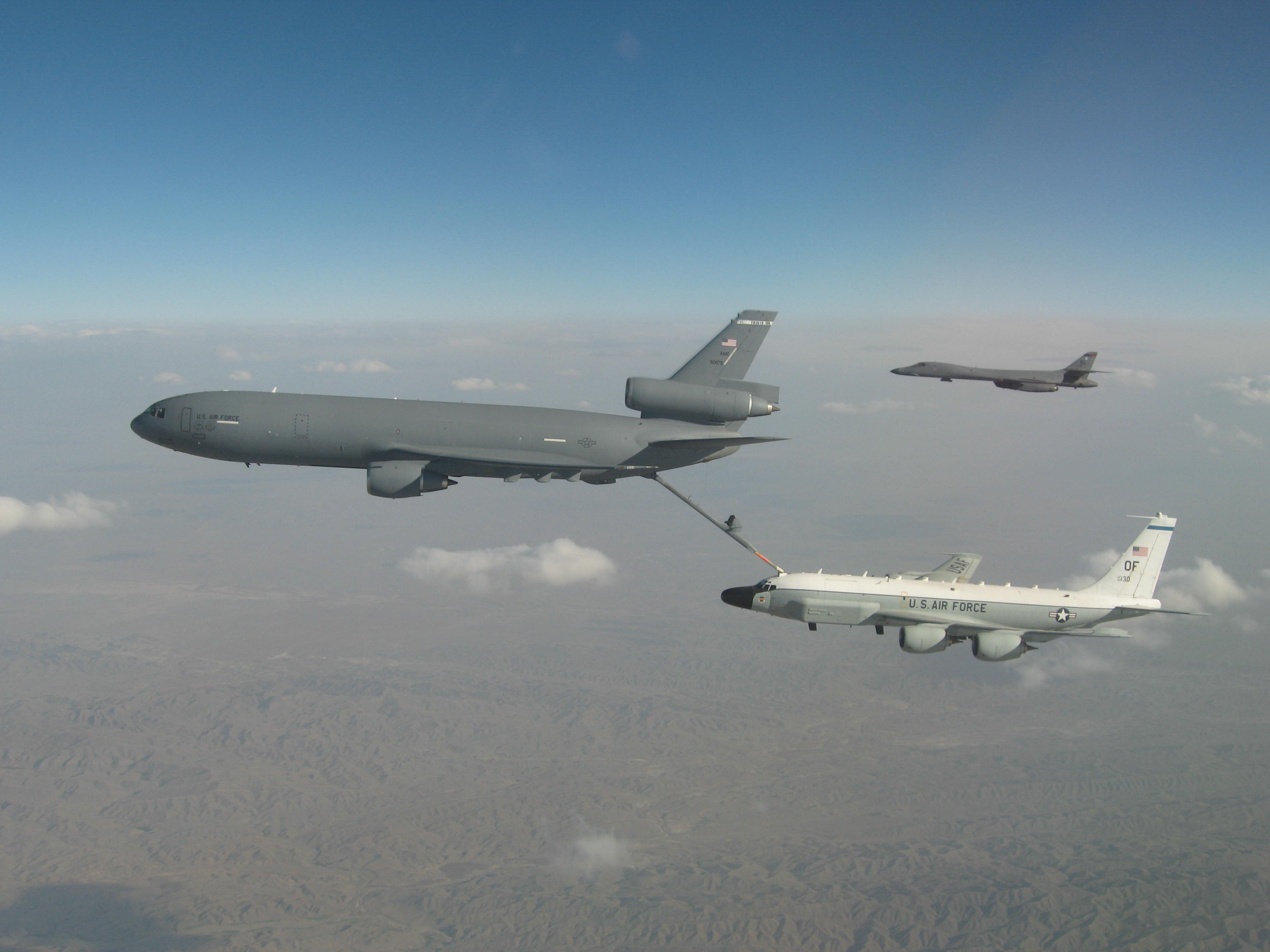
フライングブーム方式によりRC-135V/Wに給油を行うKC-10A 灰色系迷彩の施された現行塗装機
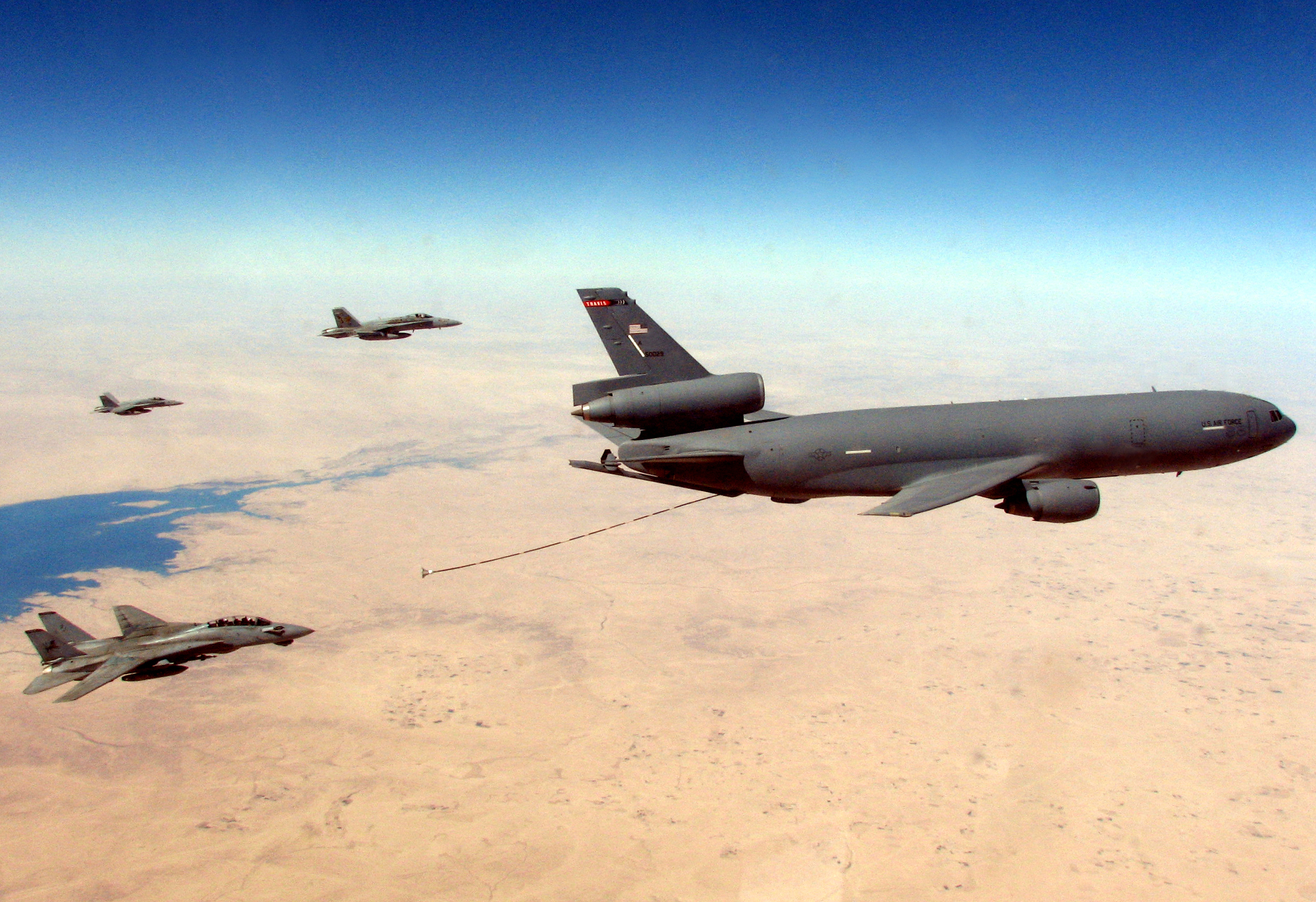
プローブアンドドローグ方式によりF-14Dに給油を行おうとしているKC-10A F-14Dは空中給油プローブを展開している
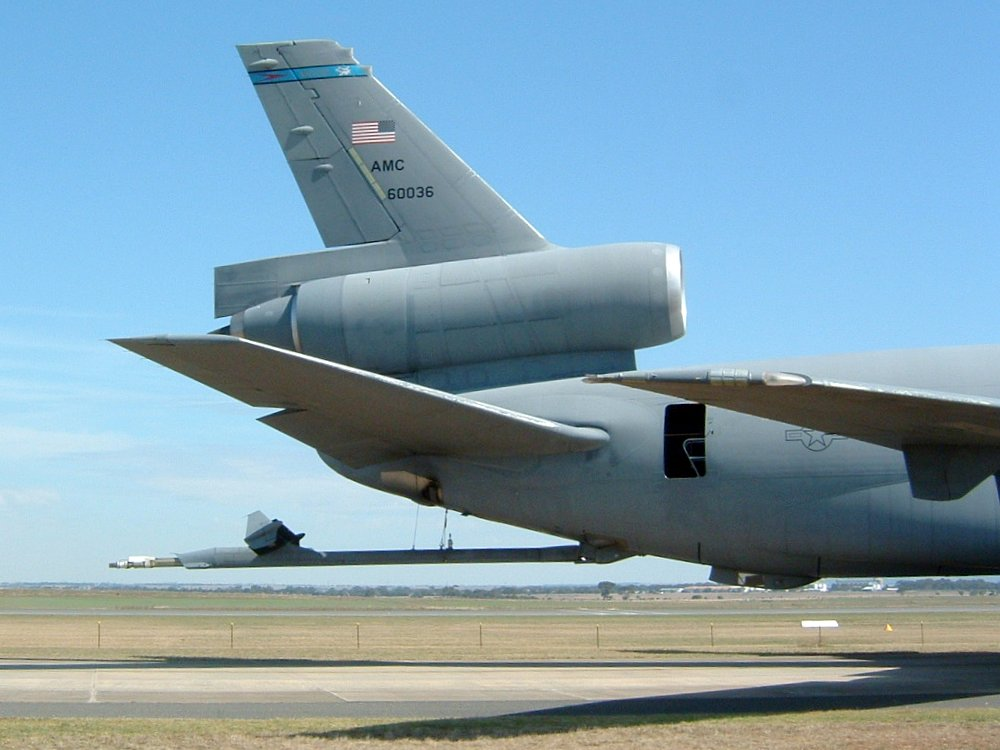
機尾部の空中給油ブーム ブーム基部前方の張出し部分が給油オペレーターの搭乗部
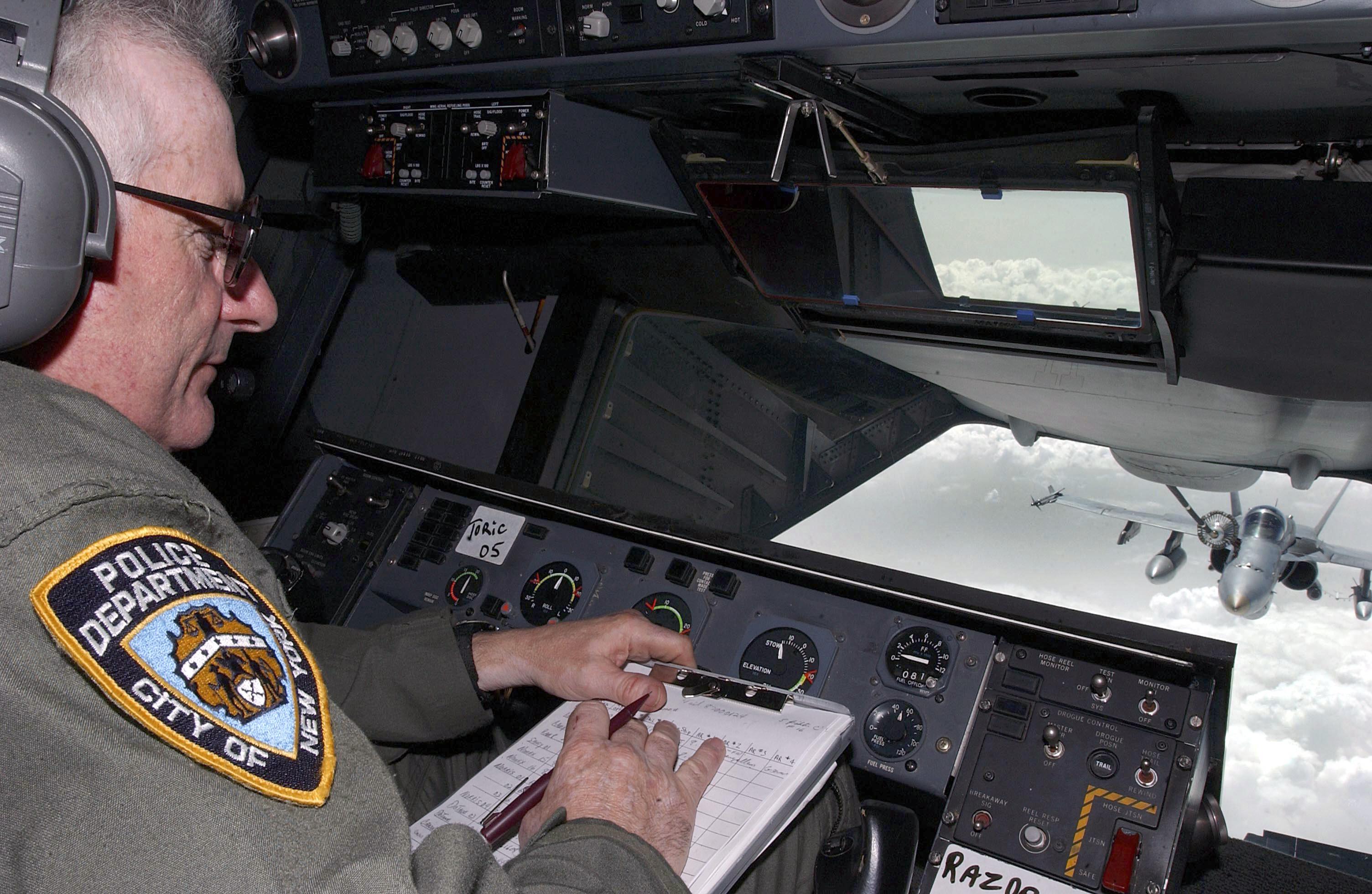
給油オペレーター席 プローブアンドドローグ給油装置によりアメリカ海軍のF/A-18に給油を行っている
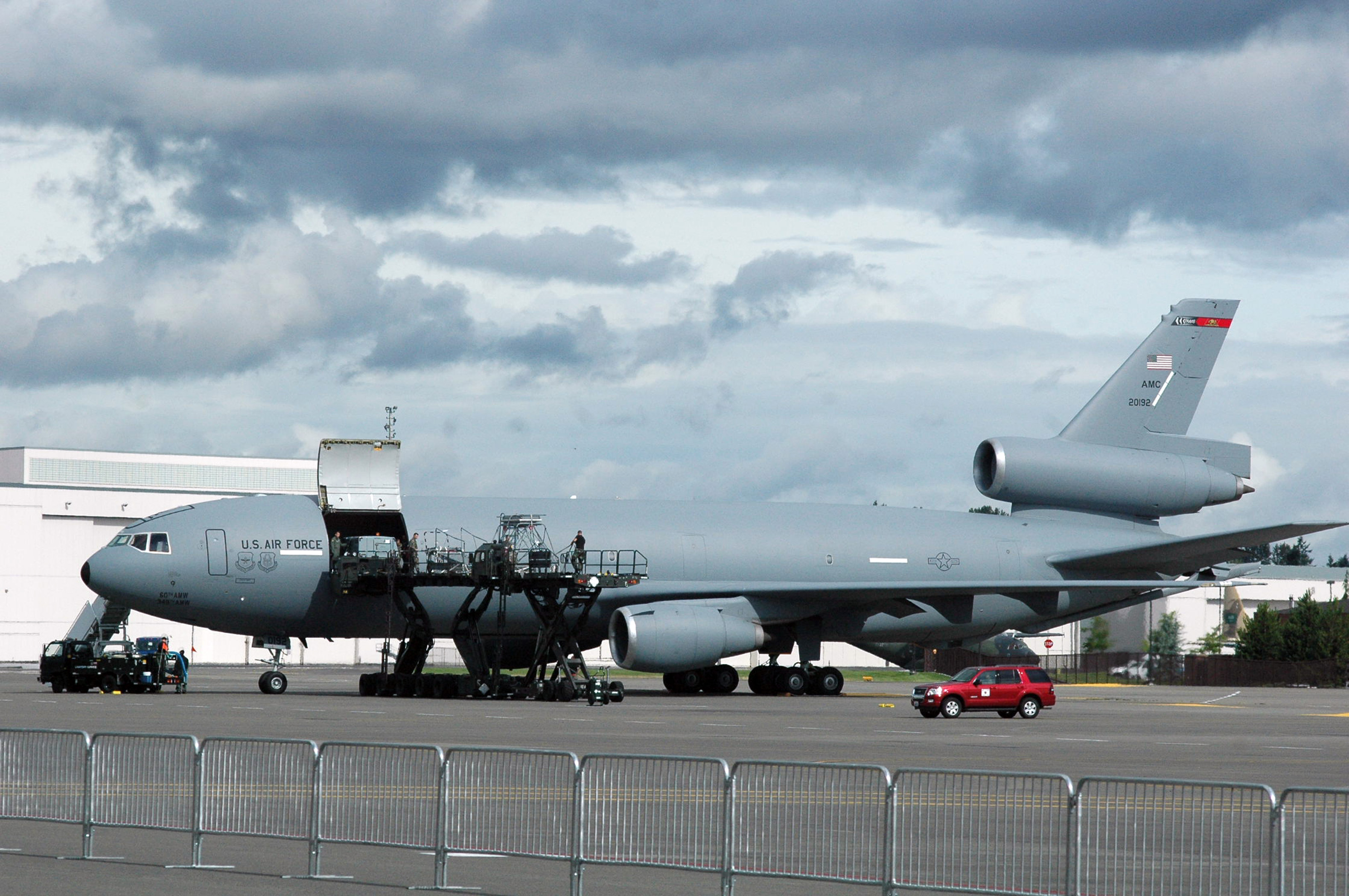
貨物扉を開けた状態

## オランダ空軍のKDC-10
オランダ空軍においては、マーティンエアーが使用していたDC-10-30CFを中古機として購入し、これを改造して空中給油機兼輸送機としたKDC-10が運用された。
2機が改装されて1995年より部隊配備され、後に2機が追加発注されて既存の中古機より改造されて導入されている。
KC-10と異なり、コスト削減のため空中給油受油装置やドローグ給油装置はオミットされ、テレビカメラの映像をモニター画面で見ながら給油操作を行うRARO（遠隔空中給油操作ステーション）システムが装備されている。
空中給油を請け負う民間軍事会社Omega Aerial Refueling ServicesでもKDC-10と呼ばれる空中給油機が運用されているが、こちらはベース機がDC-10-40である他、翼下にドローグポッドのみを装備しフライングブームは装備していない。
オランダ空軍のKDC-10はA330 MRTTと交代し退役する予定である。退役した機体はOmega Aerial Refueling Servicesに払い下げられる。
2021年、退役。

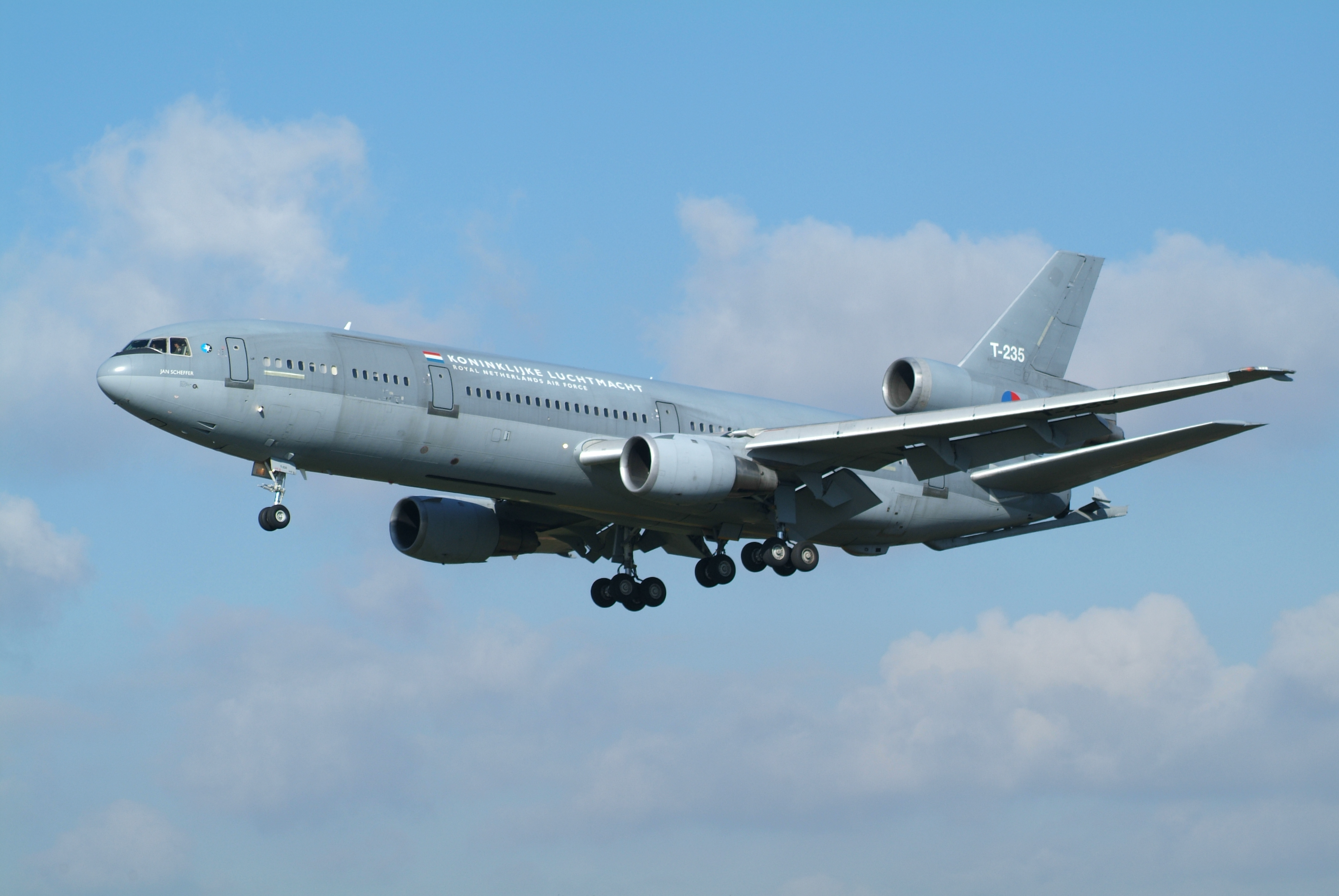
KDC-10
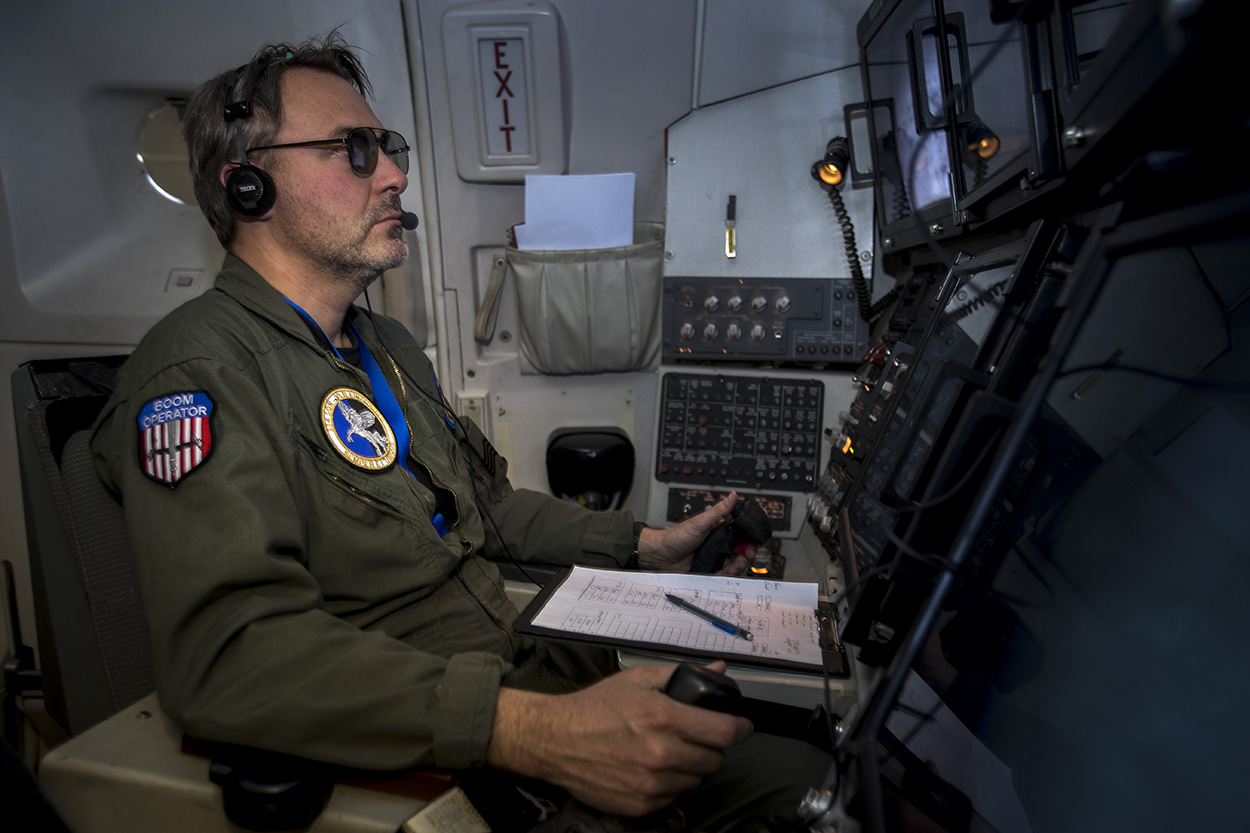
遠隔操作式の給油オペレーター席

## 要目
- 全長：55.4 m
- 全高：17.1 m
- 全幅：50.4 m
- 翼面積：367.7 m²
- 自重：109.328 t
  - 最大積荷重量：269 t
  - 最大離陸重量：266.5 t
- エンジン：GE CF6-50-C2（推力 23,814kg）ターボファン 3 基
- 最大速度：982 km/h
- 航続距離：18,507 km（無給油最大値）／7,032 km（貨物搭載時）
- 上昇力：34.9 m/min
- 実用上昇限度：12,727 m（42,000 ft）
- 最大燃料搭載量：160.2 t（206,480 リットル）
- 最大貨物搭載量：77 t もしくは武装兵員 77 名
- 空中給油供給能力：
  - フライングブーム方式：4,810 リットル/分（標準）／5,700 リットル/分（最大）
  - プローブアンドドローグ方式：1,786 リットル/分（FR600ドローグシステム） ／ 1,160 リットル/分（Mk.32Bドローグポッド）X 2
- 乗員 4 名 ＋　同乗者最大 11 名

|                | KC-135R                                | KC-10                                  | KC-767                     | KC-46                      | エアバス A330 MRTT                       | Il-78M                                 |
| -------------- | -------------------------------------- | -------------------------------------- | -------------------------- | -------------------------- | ---------------------------------------- | -------------------------------------- |
| 画像           |                                        |                                        |                            |                            |                                          |                                        |
| 乗員           | 3名                                    | 4名                                    | 3名                        | 3名                        | 3名                                      | 6名                                    |
| 全長           | 41.53 m                                | 55.4 m                                 | 48.51 m                    | 50.5 m                     | 58.8 m                                   | 46.6 m                                 |
| 全幅           | 39.88 m                                | 50.4 m                                 | 47.57 m                    | 48.1 m                     | 60.3 m                                   | 50.5 m                                 |
| 全高           | 12.7 m                                 | 17.1 m                                 | 15.9 m                     | 15.9 m                     | 17.4 m                                   | 14.76 m                                |
| 空虚重量       | ―                                      | ―                                      | ―                          | 82.377 t                   | ―                                        | ―                                      |
| 基本離陸重量   | ―                                      | 109.328 t                              | ―                          | ―                          | ―                                        | ―                                      |
| 最大離陸重量   | 146.285 t                              | 266.5 t                                | 186.88 t                   | 188.24 t                   | 233 t                                    | 190 t                                  |
| 最大燃料搭載量 | 90.719 t                               | 160.2 t                                | 72.877 t                   | 96.297 t                   | 111 t                                    | 69 - 74 t                              |
| 発動機         | F108-CF-100×4                          | CF6-50-C2×3                            | CF6-80C2B6F×2              | PW4062×2                   | トレント772B /CF6-80E1A3 ×2              | PS-90A-76×4                            |
| 発動機         | ターボファン                           |                                        |                            |                            |                                          |                                        |
| 最大速度       | 933 km/h                               | 982 km/h                               | 915 km/h                   | 915 km/h                   | 880 km/h                                 | 850 km/h                               |
| 採用国         | 5                                      | 1                                      | 2                          | 3                          | 10 （NATO6カ国はNATOとして計上）         | 7                                      |
| 給油方式       | 有人直視 ブーム/ドローグ可（併用不可） | 有人直視 ブーム/ドローグ可（併用不可） | 有人遠隔 ブーム/ドローグ可 | 有人遠隔 ブーム/ドローグ可 | 有人遠隔（自動給油可） ブーム/ドローグ可 | 型式により無人可 ドローグポッド3基のみ |

## 登場作品

### 映画
『インターセプター』
F-117を輸送したC-5に空中給油と偽ってテロリストが給油ホースから移動してC-5をハイジャックする。但し、実際のKC-10では給油ホースから人が移動することは不可能である。
『エアフォース・ワン』
VC-25大統領専用機（エアフォースワン）に空中給油する場面に登場。貨物室から乗員たちをパラシュートで脱出させるため、低高度で空中給油を行っていたが、脱出に気づいたテロリストが、貨物室に侵入するために扉を爆破したことでVC-25がバランスを崩したために、給油ホースを破損してしまう。さらに、破損してVC-25から外れた給油ホースが機体と擦れたことで起きた摩擦熱によって、ホースから漏れていた燃料が引火し、そのために搭載する燃料タンクが誘爆したことで墜落してしまう。
『トータル・フィアーズ』
核爆発による非常事態で大統領達が乗ったE-4を空中給油する。
『ターミネーター:ニュー・フェイト』
敵ターミネーターが乗員を殺害して奪取し、主人公達が乗ったC-5めがけて機体を衝突させた後、墜落する。またその直前にはC-5を監視していたF-35にも衝突・破壊している。

### ゲーム
『エースコンバットシリーズ』
友軍、敵軍側の空中給油機として登場。
『エースコンバット6 解放への戦火』
友軍であるエメリア共和国軍、敵軍であるエストバキア連邦軍双方の空中給油機として登場。エストバキア軍が運用する機体は、作中で重巡航管制機『アイガイオン』に対し、機体の全長以上の長さを持つ長大なプロープを使って6機がかりで空中給油を行っている。
『アフターバーナー クライマックス』
A国の空中給油機として登場。